# 김태선
김태선(金泰善, 1903년 ~ 1977년 1월 7일, 함남 고원군)은 내무부치안국장, 서울시장, 내무부장관 등을 역임한 관료였다. 5대(1951~1952), 6대(1952~1956)서울시장으로 재임하였으며, 1952년 7월에 내무부장관에 임명되었지만 한달만에 경질되고 서울시장에 재임명된것이다.

## 학력: 경력
평양숭실전문 노스트웨스턴대 웨슬리안대  보스톤대
- 미군정 경무국 부국장
- 미군정 경무부 수사국 부국장
- 미군정 경무부 수사국장 직무대리
- 미군정 경무부 수사국장
- 내무부 치안국장 (1950년 4월~)
- 제5대 서울시장(1951년 6월 27일 ~ 1952년 7월 23일)
- 내무부 장관(1952년 7월) - 한 달 만에 경질
- 제6대 서울시장(1952년 8월 29일 ~ 1956년 7월 5일)